# Universal Records
La Universal Records è stata un'etichetta discografica statunitense che apparteneva alla Universal Music Group.
Fondata nel 1995 come Rising Tide Records, l'anno seguente cambiò nome in Universal Records.
Negli anni novanta cresce grazie al successo di artisti come Michael Jackson, 98 Degrees, Jack Johnson, Juvenile e Nelly.

## Etichette discografiche sussidiarie
- 19 Management
- Blackground Records
- Cash Money Records
- Freedream
- New Door Records
- Republic Records
- Tokio Hotel Records Managy